# Ngoumbélé
Ngoumbélé est une commune rurale de la préfecture de Kémo, en République centrafricaine. Elle s’étend à l’ouest, au nord et à l’est de la ville de Sibut.

## Géographie
La commune de Ngoumbélé est située au centre de la préfecture de Kémo. La plupart des villages sont localisés sur les axes Sibut - Dékoa et Sibut - Grimari, route nationale RN2.
|              | Guiffa           | Mala              |
| Fafa-Boungou | Ngoumbélé        | Kobadja, Pouyamba |
| Damara       | Galafondo, Sibut | Galabadja         |

## Villages
Les principaux villages de la commune sont : Djaindola 1, Tatakpani 1, Bokéngué, Bombé 2, Bomandjia 1 et Bokouté 1. 
En zone rurale, la commune compte 51 villages recensés en 2003 : Bakongo 1, Bakongo 2, Bamassa 1, Bamassa 2, Banga 1, Bindi, Boakana 1, Boakana 2, Boambali 1, Boambali 2, Bobandjia, Bobano, Bobatoua, Boengue, Bogangolo, Bogoin, Bokadagbi, Bokengue, Bokengue 1, Bokengue 2, Bokengue 3, Bokossin, Bokoute 1, Bokoute 2, Bokoute 3, Bomandja 1, Bombe 1, Bombe 2, Bomini, Brogama, Djaindola 1, Djaindola 2, Gbara, Gbodja, Kanguere, Kene, Koba, Kpangou, Lakpou, Lawa, Lokpa 1, Manga, Mboko, Mourouba, Ngadi, Ngakagbi, Ouga, Plantation Metho, Pounoumoundjou, Tatakpani 1, Tatakpani 2.

## Éducation
L’enseignement fondamental de la commune est assuré par 4 écoles publiques : Kéné à Morouba, Gara-Amou à Amou, Bokengue, Gbambia.